# Эредия Хагуарес де Петен
«Эре́дия Хагуа́рес де Пете́н» (исп. Heredia Jaguares de Peten), также «Депорти́во Эре́дия» (исп. Club Deportivo Heredia) — профессиональный футбольный клуб из города Сан-Хосе, департамента Петен, Гватемала. Выступает в Лиге Насьональ, высшей лиге страны. Клуб основан в 1958 году. Клуб играет свои домашние матчи на стадионе «Дель Монте». Стадион, однако, не соответствует стандартам КОНКАКАФ, поэтому матчи Лиги чемпионов КОНКАКАФ играются на «Сементос Прогресо» в городе Гватемале.

## История
Футбольный клуб «Эредия Хагуарес» был основан в 1958 году. С лета 2008 года команда играет свои матчи в Сан-Хосе. Команда переехала из Моралеса из-за низкой посещаемости матчей, а также сменила название на «Эредия Хагуарес де Петен», после того как смогла избежать выбывания в нижний дивизион в матчах плей-офф против «Универсидад Сан-Карлос», благодаря вынесенному сопернику техническому поражению из-за участия в первом матче двух дисквалифицированных игроков. В сентябре 2011 года «Эредия Хагуарес» объявил о своём возвращении обратно в Моралес, заявив что «Моралес является родиной клуба». По итогу весеннего чемпионата 2013 года «Эредия Хагуарес де Петен» впервые в своей истории пробился в число участников Лиге чемпионов КОНКАКАФ. 21 августа 2013 года вошло в историю клуба тем что, он выиграл первый матч на групповом этапе Лиге чемпионов КОНКАКАФ 2013/14 против канадского клуба «Монреаль Импакт» со счётом 1:0. Матч проходил на нейтральном стадионе «Сементос Прогресо» в городе Гватемале. Главным спонсором является транспортная компания «Фуэнте-дель-Норте».